# Campo Montagnelle
Il campo Montagnelle anche conosciuto come campo delle Montagnelle o Le Montagnelle, è stato il primo campo da calcio di Torre Annunziata, ed ospitò le gare interne del Savoia e della Pro Italia, dalla fondazione dei club fino al 1920.

## Storia
Situato a picco sul mare in una zona adiacente al porto, era di forma ellittica, privo di recinzioni e dal terreno pesante e difforme. In principio fu usato per podismo, ciclismo ed equitazione.

Intorno al 1908, si organizzarono anche le prime partite di calcio contro i marinai inglesi di stanza nel porto, la qual cosa portò a quella che fu la fondazione del Savoia.

Nel 1930, il campo delle Montagnelle venne completamente spianato e ricostruito come campo Formisano.

## Eventi sportivi
Dopo un'amichevole del 1916 giocata contro il Pro Napoli, il Savoia qui disputò il campionato campano di Terza Categoria 1916-1917, ospitando la FC Stabiese il 7 dicembre 1916 ed il Cantù Napoli per la finale di ritorno del 15 gennaio 1917.

La stessa Stabiese, su questo campo, disputò la prima partita della sua storia il 12 febbraio 1911, contro lo SFA di Torre Annunziata, vincendo 3-0.

Con la fine del primo conflitto mondiale e con la successiva ripresa dei campionati, il campo delle Montagnelle, oltre alle gare interne del Savoia, ospitò anche quelle della seconda squadra cittadina, la Pro Italia, nel campionato di Promozione 1919-1920, il secondo livello dell'epoca.

In seguito alla fusione tra Savoia e Pro Italia e l'imminente partecipazione del nuovo club alla Prima Categoria 1920-1921, il campo si rivelò inadeguato, sia per il pubblico sempre crescente, sia per gli stessi atleti, quindi le attività sportive furono trasferite al nuovo campo Oncino.

L'ultima gara fu giocata il 14 marzo 1920 tra Savoia e Stabiese.